# Termaar (Voerendaal)
Termaar is een Nederlands, 810 inwoners tellend, gehucht dat hoort bij Klimmen, in de Zuid-Limburgse gemeente Voerendaal.
De eerste naamsvermelding was in 1840 als Maar en Straat, in 1866 werd het Maarshaal genoemd.

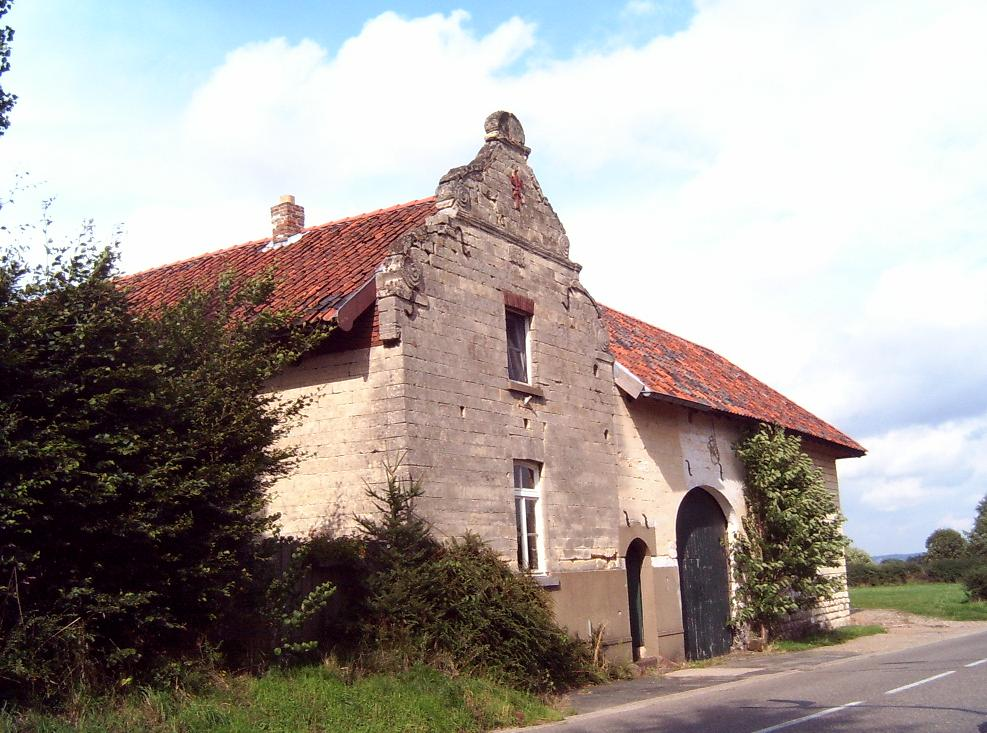
Monumentale hoeve in Termaar

Vanuit Klimmen gezien ligt Termaar net ten zuiden van het dorp, ook op een heuvel gelegen. Zoals bij de meeste buurtschappen en gehuchten is de voornaamste bebouwing van de plaats in een lint gelegen rondom een weg met de naam Termaar, de verbindingsweg tussen de dorpen Klimmen en Ransdaal. Het is nochtans sinds de jaren 70 van de vorige eeuw groter gegroeid dan de meeste anderen en heeft inmiddels ook geconcentreerde bebouwing en daardoor de grootte alsmede het karakter van een klein dorp gekregen. Het heeft een opmerkelijk stratenpatroon dat is opgebouwd op terrassen. De oude lintbebouwing bestaat onder andere uit oude karakteristieke boerderijen en villa's. Het buurdorp Ransdaal ligt vlak naast Termaar, in het dal aan de zuidzijde van het gehucht en wordt gescheiden door de spoorlijn Maastricht – Heerlen. Hier staat het station Klimmen-Ransdaal, een van de twee spoorwegstations in de gemeente. Het station van Klimmen staat dus in feite niet in het dorp zelf, maar bij Termaar.
De buurtschap Koulen maakt ook deel uit van Termaar.